# Голицын, Владимир Борисович
Князь Владимир Борисович Голицын (10 (21) июня 1731 — 25 декабря 1798 (5 января 1799)) — дипломат и военный, представитель московской ветви княжеского рода Голицыных, брат Алексея Голицына.

## Биография

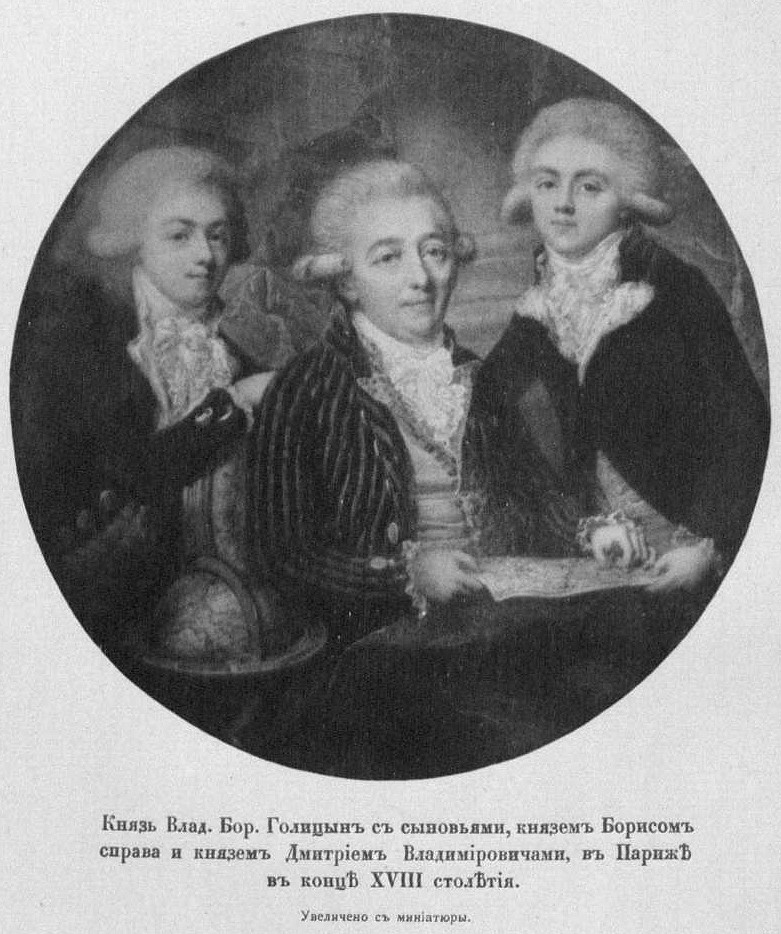
Голицын В.Б. с сыновьями в Париже (с миниатюры конца XVIII века).

Князь Владимир Борисович Голицын родился в семье адмирала князя Бориса Васильевича Голицына и Софьи Ивановны Стрешневой, внучки и единственной наследницы первого московского губернатора Тихона Стрешнева. Его отец был внуком князя Б. А. Голицына, дядьки императора Петра I, а мать приходилась племянницей знаменитому князю Вас. Лук. Долгорукому.
Князь Владимир Борисович принимал участие в войне с турками, после которой вышел в отставку в чине бригадира. По отзывам современников, это «был очень простоватый человек, с большим состоянием, которое от дурного управления было запутано и приносило плохой доход».
В 1766 году он женился на графине Наталии Петровне Чернышевой, фрейлине Екатерины II, женщине энергичной, с твёрдым мужским характером. Она стала сама управлять хозяйством мужа, и вскоре не только привела его в порядок, но и значительно увеличила.
В 1783 году Голицыны уехали во Францию, много путешествовали по Европе, сыновей отдали на воспитание в парижскую военную школу (с 1786 по 1790 гг). После начала французской революции вернулись из Лондона в Париж, в большой особняк на улице Сен-Флорантен, откуда выехали в родные края только осенью 1790 года по настоянию императрицы. В московском доме Голицыных находили пристанище «белые» эмигранты из революционной Франции.
Князь Владимир Борисович Голицын умер 25 декабря 1798 года и был погребён в Михайловской церкви  Донского монастыря.

## Дети
У Голицыных было три сына и две дочери:
- Пётр Владимирович (23 августа 1767 — 12 апреля 1778)
- Борис Владимирович (1769—1813) — генерал-лейтенант, участник Отечественной войны 1812 года, скончался от ран в Вильне.
- Екатерина Владимировна (1770—1854) — статс-дама, кавалерственная дама, с 1793 года замужем за С. С. Апраксиным, двоюродным братом матери.
- Дмитрий Владимирович (1771—1844) — генерал от кавалерии, московский военный генерал-губернатор.
- Софья Владимировна (1775—1845) — меценатка, жена графа П. А. Строганова.

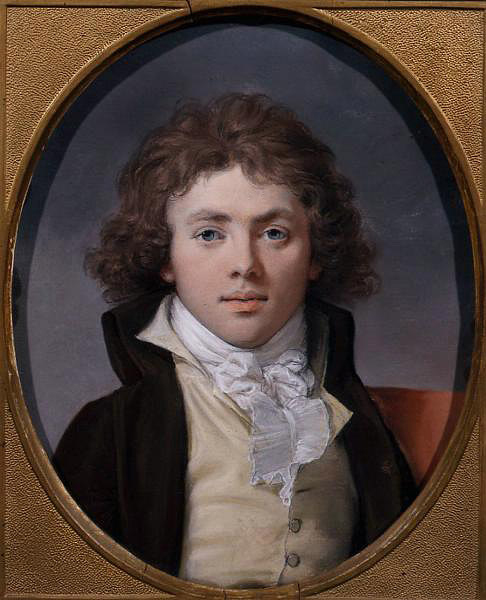
Борис
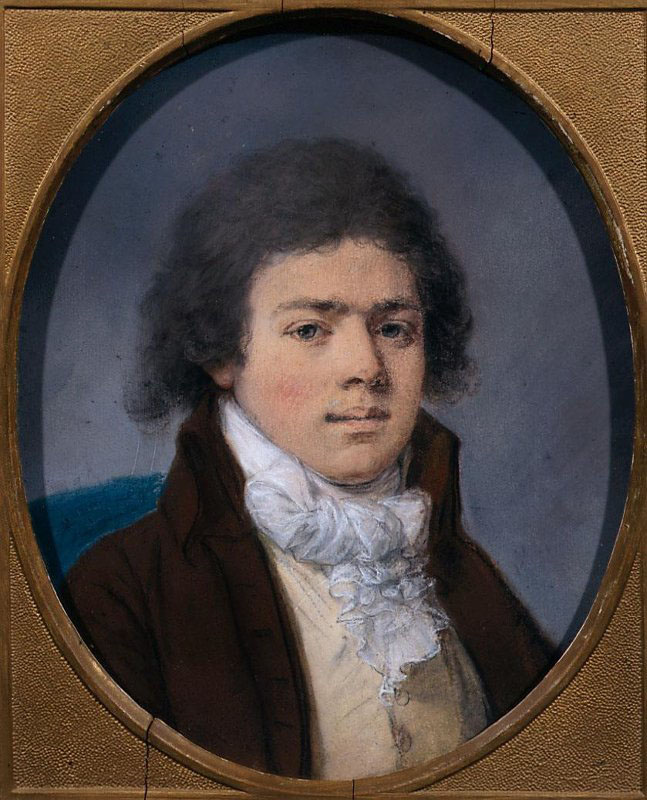
Дмитрий
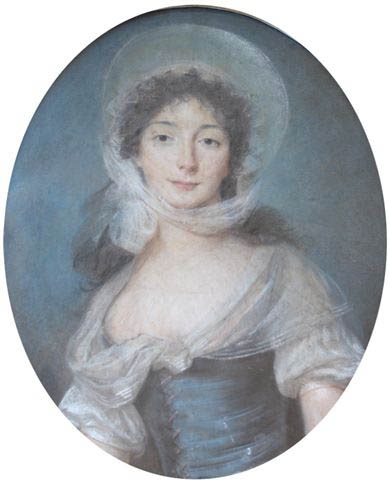
Екатерина
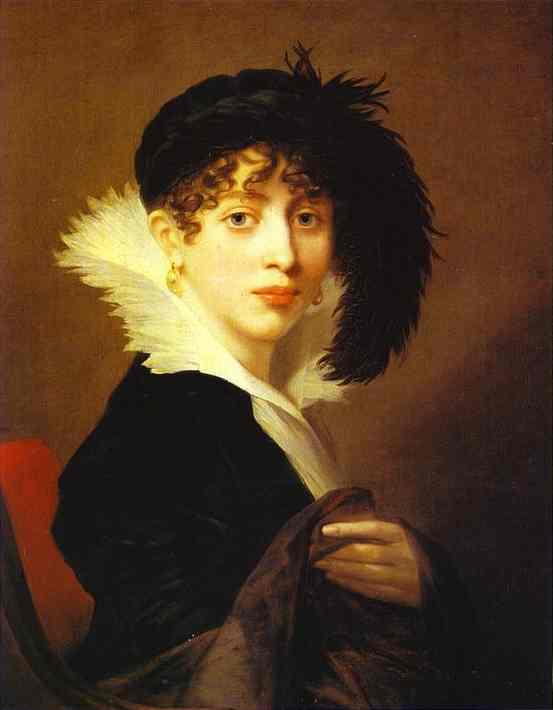
Софья